# Saint Lu
Pour les articles homonymes, voir Lu.
Saint Lu, de son vrai nom Luise Gruber (née le 27 juin 1984 à Wels) est une chanteuse autrichienne.

## Biographie
Après avoir terminé ses études secondaires, Gruber passe un an et demi comme jeune fille au pair à Austin (Texas) puis vit six mois à New York. De retour en Autriche, elle suit des cours de comédie dans un conservatoire public.
Elle participe à la deuxième saison du télécrochet Starmania de 2002 à 2003 et finit dixième des douze finalistes.
En 2009, elle s'installe à Berlin et signe avec Warner. Elle vient au Reeperbahn Festival et au New Pop Festival. Début novembre, elle sort Don't Miss Your Own Life, le premier single de son premier album Saint Lu produit par Patrik Majer et en partie enregistré aux studios Abbey Road.
En 2011, elle reçoit l'European Border Breakers Award pour l'Autriche. Après plusieurs tournées, elle fait la première partie de Gary Clark, Jr., Amy Macdonald et Slash et fait un duo avec Jason Mraz. Elle écrit avec Linda Perry Stefan Skarbek et Tim Baxter. Elle compose la bande originale du documentaire Vierzehn - Erwachsen in 9 Monaten présentée à la Berlinale 2012.
Début 2013, elle présente son deuxième album. Avec le titre Craving, elle participe au concours de sélection de l'Allemagne pour le Concours Eurovision de la chanson 2013 ; elle finit quatrième.

## Discographie
Albums
- Saint Lu (2009)
- 2 (2013)

EPs
- One Step Closer (2004) - Agentur Netzwerk
- 2 (Acoustic EP) (2013)
- Waterfall (Remix EP) (2013)

Singles
- Don’t Miss Your Own Life (2009)
- Here I Stand (2010)
- Craving (2013)

## Source de la traduction
- (de) Cet article est partiellement ou en totalité issu de l’article de Wikipédia en allemand intitulé « Saint Lu » (voir la liste des auteurs).